# Laterallus spilonota
La schiribilla delle Galapagos o  rallo delle Galápagos (Laterallus spilonota Gould, 1841) è un uccello della famiglia dei Rallidi originario delle isole omonime.

## Descrizione
Il rallo delle Galápagos è un piccolo uccello terricolo (15–16 cm), che ha perso quasi del tutto la capacità di volare. Molto simile al rallo nerastro delle Americhe, è ricoperto da un piumaggio scuro, quasi completamente nero, a eccezione di testa e petto, di una tonalità più grigia, e di alcune macchie bianche sul dorso. Ha l'iride scarlatta, il becco nero e brevi ali, utilizzate solo molto raramente. È una specie molto vocale, che emette una vasta gamma di richiami.

## Distribuzione e habitat
La specie è endemica delle Galápagos, e vive su diverse isole dell'arcipelago, come Pinta, Fernandina, Isabela (sui vulcani di Sierra Negra, Wolf, Darwin e Alcedo), Santiago, Santa Cruz, Floreana e San Cristóbal. È particolarmente numerosa sugli altopiani di Santiago, Santa Cruz e Sierra Negra (a sud di Isabela); popolazioni più piccole, ma stabili o in crescita, sono quelle dei vulcani Santiago, Santa Cruz e Sierra Negra e quella di Fernandina. Su Pinta la popolazione sta nuovamente aumentando in seguito all'eradicazione delle capre dall'isola. La piccola popolazione di Floreana è certamente in diminuzione, così come quella di Santa Cruz. Su San Cristóbal la specie, malgrado presunte voci riguardanti la sua sopravvivenza, è probabilmente scomparsa.

## Biologia
Il rallo delle Galápagos abita le praterie umide e le foreste, e trascorre la maggior parte del tempo nel fitto della vegetazione. Sulle Galápagos gli habitat ideali sono presenti generalmente sulle isole più elevate (soprattutto Santiago, Santa Cruz e Sierra Negra), e il rallo è maggiormente presente a quote elevate. Si nutre di invertebrati, soprattutto lumache, isopodi, libellule, Emitteri e formiche, ma anche di bacche e alcuni semi. Va alla ricerca di cibo durante il giorno, spostandosi sul terreno ricoperto di foglie e cercando le prede sotto la lettiera.

## Conservazione
Il rallo delle Galápagos, sebbene sia una creatura insulare quasi incapace di volare, non ha subito il destino di altre specie di Rallidi dopo l'arrivo dell'uomo sulle Galápagos. È una specie fiduciosa, che non ha paura dell'uomo, anzi, ne è tanto incuriosita da avvicinarsi a coloro che si spingono nel suo habitat per curiosare: questa caratteristica l'ha resa vulnerabile agli attacchi di gatti rinselvatichiti, cani e maiali. L'introduzione di capre e bovini, inoltre, ha portato a un impoverimento dell'habitat che ha causato la diminuzione della popolazione. La rimozione di questi ultimi, comunque, e la risultante ricrescita di alberi, arbusti e piante erbacee, ha portato rapidamente all'incremento demografico del rallo. Dal momento che gran parte dell'areale della specie giace entro i confini di un parco nazionale, e dato il successo dei programmi di sradicamento delle specie introdotte, la scomparsa di questa specie sembra un pericolo ormai scongiurato. Attualmente, la popolazione viene stimata sui 5000-10.000 esemplari.